# Tanikawa Shuntarō

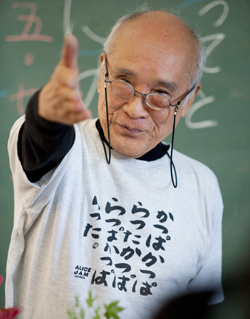
Tanikawa Shuntarō, 2015

Tanikawa Shuntarō (japanisch 谷川 俊太郎; * 15. Dezember 1931 in Suginami, Tokio; † 13. November 2024) war ein japanischer Schriftsteller, Übersetzer und  Lyriker.

## Leben und Karriere
Tanikawa veröffentlichte über 60 Gedichtbände (darunter viele Bestseller), verfasste Fernseh-, Radio- und Filmskripte, übersetzte Kindergeschichten (darunter auch Die Peanuts von Charles Schulz) und trug seine Werke öffentlich in Amerika und Europa vor.
Gemeinsam mit dem schweizerischen Dichter Jürg Halter verfasste er zwei Kettengedichte. An dem ersten Poem mit dem Titel Sprechendes Wasser arbeiteten die beiden vier Jahre lang, den zweiten Gemeinschaftstext schrieben sie innerhalb von fünf Tagen. Es erschien 2016 unter dem Titel „Das 48-Stunden-Gedicht“.
Er erhielt viele japanische Preise und Auszeichnungen (z. B. den Yomiuri-Literaturpreis von 1982 für A map of my days, japanisch: Hibi no chizu). Seine Werke wurden bisher in 15 verschiedene Sprachen übersetzt, eine Übersetzung ins Englische (Floating the River in Melancholy) erhielt 1989 den American Book Award.

## Deutschsprachige Werke (Auswahl)
- Die Einsamkeit von zwei Milliarden Lichtjahren (1952, 二十億光年の孤独, Nijūokunen no kodoku), Erstlingswerk
- Picknick auf der Erdkugel (enthält Gedichte aus den Jahren 1952 bis 1988, davon 8 Gedichte aus Die Einsamkeit von zwei Milliarden Lichtjahren[2]), aus dem Japanischen von Eduard Klopfenstein, Insel Verlag, Frankfurt am Main 1990, ISBN 978-3-458-16556-9
- Das Zimmer (1969, 部屋, Heya), aus dem Japanischen von Otto Putz, in: Hefte für Ostasiatische Literatur Nr. 13 (November 1992), S. 50–68
- Licht verborgen im Dunkel (ein Renshi-Kettengedicht, mit anderen Autoren), Wehrhahn Verlag, Hannover 2000, ISBN 3-932324-04-8
- Sprechendes Wasser – Ein Kettengedicht (話の水, Hanashi no mizu), aus dem Japanischen von Eduard Klopfenstein, Secession Verlag für Literatur, Zürich 2012, ISBN 978-3-905951-15-8
- minimal (enthält 30 Gedichte, Deutsch und Japanisch), aus dem Japanischen von Eduard Klopfenstein, Secession Verlag für Literatur, Zürich 2013, ISBN 978-3-905951-22-6